# Алиев, Юнис Аскар оглы
Юнис Аскар оглы Алиев (азерб. Əliyev Yunis Əsgər oğlu; 9 октября 1958 — 5 мая 1992) — военнослужащий Вооружённых сил Республики Азербайджан. Национальный герой Азербайджана (1992, посмертно).

## Биография
Родился Юнис Алиев 9 октября 1958 года в селе Кызылхаджилы, Геранбойского района, Азербайджанской ССР.  В 1973 году он завершил обучение в восьмом классе средней школы и продолжил учиться в профессионально-техническом училище № 102 в городе Далимаммедли, получал профессию механизатор. В 1976 году был призван на срочную военную службу в ряды Вооружённых сил Советского Союза. Службу проходил в Таджикистане. После демобилизации на протяжении нескольких лет проживал в России. Затем вернулся на родину и продолжил свою трудовую деятельность на кирпичном заводе в районном центре.
В 1992 году Юнис Алиев вступил в ряды защитников Азербайджана. Он был зачислен в состав второго батальона, созданного в Геранбойском районе. Первый бой принял в районе Агдере. Был ранен в ногу. После излечения в городе Баку он вновь отправился в места военного армяно-азербайджанского конфликта.
4 мая 1992 года его подразделение, которое охраняло село Тапкаракоюнлу Геранбойского района, разработало план военной операции под названием “Ялтахыл”. Операция была успешно завершена, были заняты укрепленные позиции противника в селе Талыш. На следующий день, 5 мая, в результате внезапного нападения, батальон был вынужден отступить на прежние позиции. Юнис Алиев погиб в ходе боёв за позицию в районе села Талыш. Тело Алиева и нескольких его однополчан было найдено спустя 43 дня.
Был женат, воспитывал двоих детей.

## Память
Указом Президента Азербайджанской Республики № 833 от 7 июня 1992 года Юнису Аскар оглы Алиеву было присвоено звание Национального героя Азербайджана (посмертно).
Юнис Алиев был похоронен 16 июня 1992 года в родном селе Кызылхаджилы.
Именем Героя Азербайджана назван детский сад № 3 села Кызылхаджилы. Бюст Героя установлен в Геранбойском районе.